# Cantó de Braçac
El cantó de Braçac és un cantó francès de la sotsprefectura de Castres al departament del Tarn. El cantó coincideix amb la comarca del Brassaguès, en francés Brassagais. Té 5 municipis.

## Municipis
- Braçac
- Lo Bèç
- Cambonés
- Castèlnòu de Braçac
- Lo Marnhès

## Història
| Data d'elecció                           | Identitat           | Partit        | Qualitat |
| ---------------------------------------- | ------------------- | ------------- | -------- |
| 1982-1994                                | Max Caminade        | Divers droite |          |
| 1994-                                    | Jean-Claude Guiraud | Divers gauche |          |
| les dades anteriors no són pas conegudes |                     |               |          |
|                                          |                     |               |          |

## Demografia
| 1962  | 1968  | 1975  | 1982  | 1990  | 1999  | 2007  |
| ----- | ----- | ----- | ----- | ----- | ----- | ----- |
| 3.534 | 3.798 | 3.626 | 3.596 | 3.427 | 3.347 | 3.387 |